# Antipirètic
Un antipirètic (dels mots grecs anti-, contra, i pyr, foc), antifebril, antitèrmic o febrífug és una substància que fa disminuir la febre sense afectar la temperatura d'un cos normal sense febre. Dins d'aquest tipus de substàncies destaquen per coneguts l'àcid acetilsalicílic o aspirina i el paracetamol.
Els antipirètics solen ser medicaments que tracten la febre d'una forma simptomàtica, sense actuar sobre la causa que provoca la febre.
Anteriorment a l'ús de substàncies químiques, els mocadors mullats en aigua freda sobre el cos del malalt o els banys d'aigua tèbia, eren una mesura antipirètica que no feia ús de fàrmacs. Actualment també és un bon remei per als nadons, si bé associats al paracetamol baixen la febre de forma més eficient. Les mesures físiques de forma aïllada només són eficaces durant pocs minuts.
Actualment, l'administració d'antipirètics és un acte habitual en la majoria de les persones que tenen febre, sobretot els nens. Això ha provocat una mica de debat sobre l'ús apropiat de tals medicacions, ja que la febre és un mecanisme de defensa del cos, sobretot per activar al sistema immunitari perquè treballi amb més eficàcia enfront molts tipus d'infeccions. L'augment de temperatura corporal fins a 38 graus, s'anomena febrícula, i no sol ser una febre perillosa que hagi de ser disminuïda amb medicació. Per a l'administració correcta es fa necessari conèixer la malaltia de fons, però a causa dels hàbits adquirits per les societats occidentals i per la comunitat mèdica en general, es prescriuen i administren antipirètics sense que siguin, sovint, realment indicats.
La decisió de quin antipirètic utilitzar es fonamenta en el seu mecanisme d'acció, farmacodinàmica, efectivitat i efectes secundaris. En els casos en què l'objectiu sigui disminuir la temperatura i les molèsties del malalt sense alterar la resposta inflamatòria en la mesura del possible, excepte que aquesta sigui exagerada, se sol fer servir paracetamol com a primera elecció. En canvi, els antiinflamatoris no esteroidals, com l'ibuprofén, solen prescriure's en els casos més estranys amb inflamació associada.
La majoria dels antipirètics del mercat són tant analgèsics com antiinflamatoris alhora, però no el paracetamol.
Els remeis naturals inclouen la camamilla, la sàlvia i la milfulles entre moltes d'altres.